# VW Bora (2018)
Der VW Bora, der im Jahr 2018 vorgestellt wurde, ist eine Stufenheck-Limousine der Kompaktklasse von Volkswagen für den chinesischen Markt. Das Fahrzeug wird bei FAW-Volkswagen gebaut.

## Modellentwicklung
Der auf der Beijing Auto Show im April 2018 vorgestellte VW Lavida Plus ist die nahezu baugleiche Variante zum Bora von Shanghai Volkswagen, dem anderen Joint Venture von Volkswagen in China. Beide Versionen basieren auf dem VW Jetta VII, der auf der North American International Auto Show im Januar 2018 in Detroit präsentiert wurde. Daher baut der Bora erstmals auf dem modularen Querbaukasten der Volkswagen AG auf. Gebaut wird er seit Juni 2018 in einem neuen Werk in Qingdao.
Im Oktober 2019 wurde mit dem e-Bora eine Version mit Elektromotor eingeführt.
Im Juni 2022 kam eine überarbeitete Version der Baureihe in den Handel.
Das 2007 eingeführte Vorgängermodell VW (New) Bora wird wie das Vorgängermodell des Lavida Plus zunächst weiter gebaut.

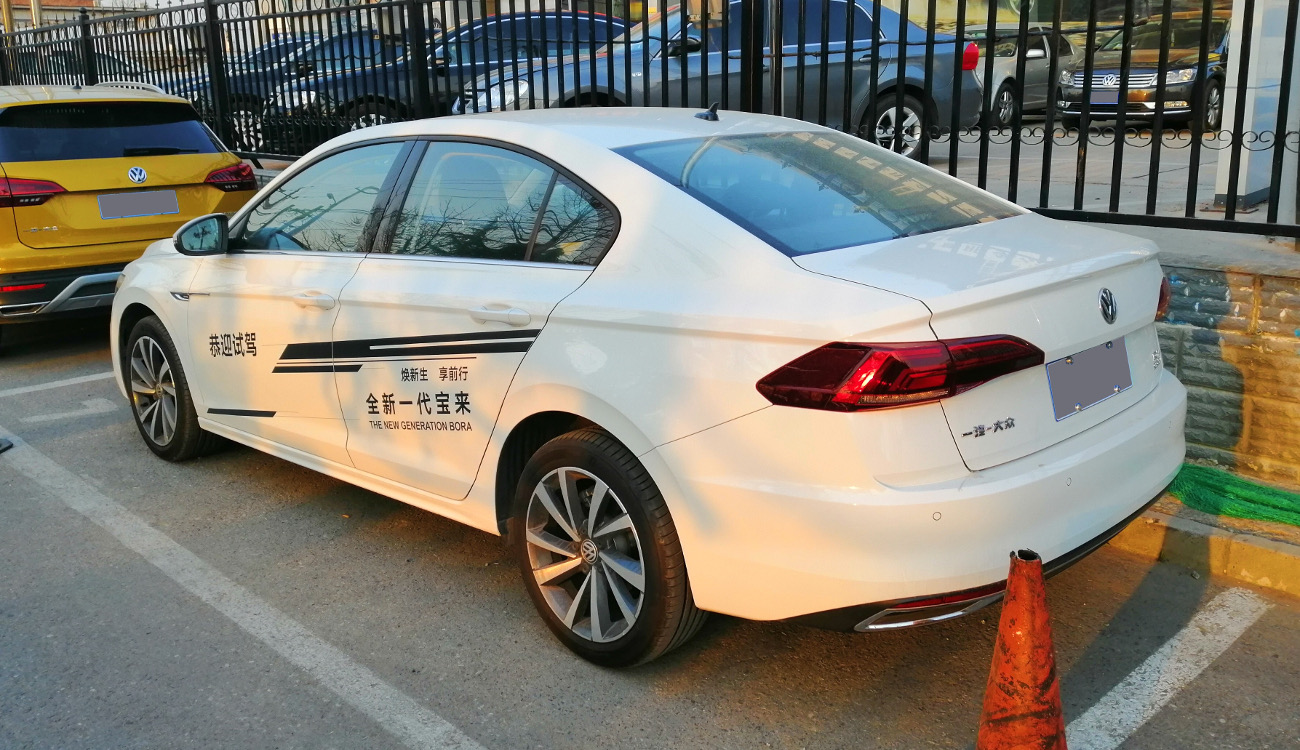
Heckansicht
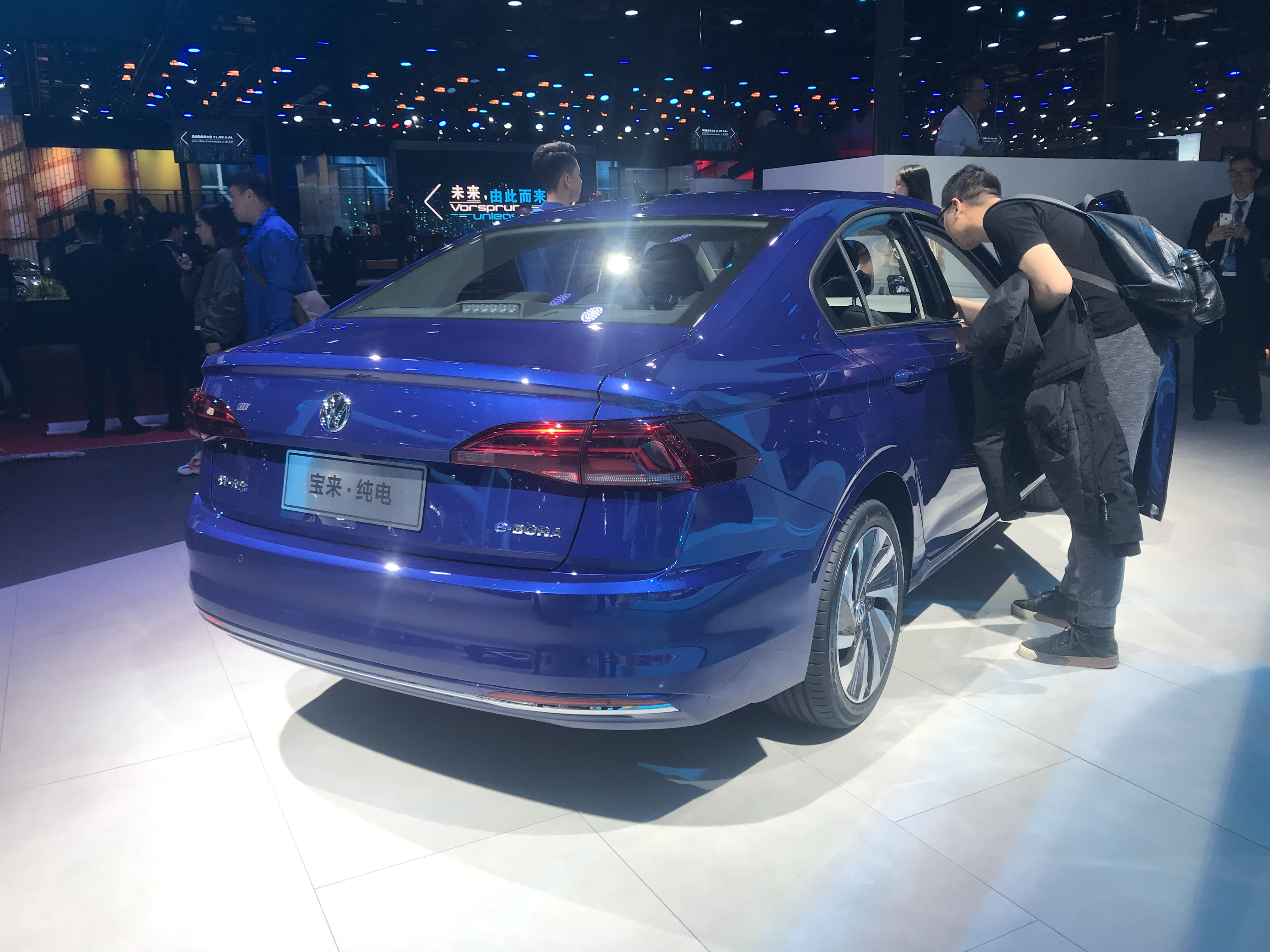
VW e-Bora (2019–2022)

## Technische Daten
Angetrieben wird die Limousine wahlweise von einem 1,5-Liter-Ottomotor mit einer Leistung von zwischen 83 kW (113 PS) und 85 kW (116 PS) oder einem 1,4-Liter-Ottomotor mit Turbolader und einer Leistung von 110 kW (150 PS). Ende 2020 folgte ein 1,2-Liter-Ottomotor mit Turbolader und einer Leistung von 85 kW (116 PS) und im September 2022 ein aufgeladener 1,5-Liter-Ottomotor mit einer Leistung von 118 kW (160 PS).
|                                                     | 1.5                       | 1.2 TSI                          | 1.5                   | 1.4 TSI                          | 1.4 TSI                          | 1.5 TSI                          | e-Bora                      | e-Bora                      |
| --------------------------------------------------- | ------------------------- | -------------------------------- | --------------------- | -------------------------------- | -------------------------------- | -------------------------------- | --------------------------- | --------------------------- |
| Bauzeitraum                                         | 09/2019–09/2023           | seit 11/2020                     | 06/2018–09/2019       | 06/2018–09/2019                  | seit 09/2019                     | seit 09/2022                     | 10/2019–04/2021             | 04/2021–09/2022             |
| Motorkenndaten                                      |                           |                                  |                       |                                  |                                  |                                  |                             |                             |
| Motortyp                                            | R4-Ottomotor              | R4-Ottomotor                     | R4-Ottomotor          | R4-Ottomotor                     | R4-Ottomotor                     | R4-Ottomotor                     | Elektromotor                | Elektromotor                |
| Hubraum                                             | 1498 cm³                  | 1197 cm³                         | 1498 cm³              | 1395 cm³                         | 1395 cm³                         | 1498 cm³                         | —                           | —                           |
| max. Leistung bei min−1                             | 83 kW (113 PS) / 6000     | 85 kW (116 PS) / 5000            | 85 kW (116 PS) / 6000 | 110 kW (150 PS) / 5000–6000      | 110 kW (150 PS) / 5000–6000      | 118 kW (160 PS) / 5500           | 100 kW (136 PS) / 12000     | 100 kW (136 PS) / 12000     |
| max. Drehmoment bei min−1                           | 145 Nm bei 3900           | 200 Nm bei 2000–3500             | 150 Nm bei 4000       | 250 Nm bei 1750–3000             | 250 Nm bei 1750–3000             | 250 Nm bei 1750–4000             | 290 Nm bei 12000            | 290 Nm bei 12000            |
| Kraftübertragung                                    |                           |                                  |                       |                                  |                                  |                                  |                             |                             |
| Antrieb, serienmäßig                                | Vorderradantrieb          | Vorderradantrieb                 | Vorderradantrieb      | Vorderradantrieb                 | Vorderradantrieb                 | Vorderradantrieb                 | Vorderradantrieb            | Vorderradantrieb            |
| Getriebe, serienmäßig                               | 5-Gang-Schaltgetriebe     | 7-Stufen-Doppelkupplungsgetriebe | 5-Gang-Schaltgetriebe | 7-Stufen-Doppelkupplungsgetriebe | 7-Stufen-Doppelkupplungsgetriebe | 7-Stufen-Doppelkupplungsgetriebe | 1-Stufen-Reduktionsgetriebe | 1-Stufen-Reduktionsgetriebe |
| Getriebe, optional                                  | (6-Stufen-Tiptronic)      | —                                | (6-Stufen-Tiptronic)  | —                                | —                                | —                                | —                           | —                           |
| Antriebsbatterie                                    |                           |                                  |                       |                                  |                                  |                                  |                             |                             |
| Energieinhalt                                       | —                         | —                                | —                     | —                                | —                                | —                                | 40 kWh                      | k. A.                       |
| Messwerte                                           |                           |                                  |                       |                                  |                                  |                                  |                             |                             |
| Höchstgeschwindigkeit                               | 190 km/h                  | 200 km/h                         | 185 km/h              | 210 km/h                         | 200 km/h                         | 200 km/h                         | 150 km/h                    | 150 km/h                    |
| Beschleunigung, 0–100 km/h                          | 13,1 s (13,7 s)           | 10,4 s                           | 11,6 s (12,6 s)       | 8,3 s                            | 8,3 s                            | 8,7 s                            | k. A.                       | k. A.                       |
| Kraftstoff-/Energieverbrauch auf 100 km(kombiniert) | 5,8 l Super (5,7 l Super) | 5,3 l Super                      | 5,5 l Super           | 5,4 l Super                      | 5,6 l Super                      | 5,5 l Super                      | 13,6 kWh                    | 13,1 kWh                    |
| Tankinhalt                                          | 50 l                      | 50 l                             | 50 l                  | 50 l                             | 50 l                             | 50 l                             | —                           | —                           |
| elektrische Reichweite nach NEFZ                    | —                         | —                                | —                     | —                                | —                                | —                                | 270 km                      | 346 km                      |
| Abgasnorm                                           | China VI                  | China VI                         | China V               | China V                          | China VI                         | China VI                         | —                           | —                           |